# P. J. Jacobsen
Patrick "PJ" Jacobsen (Montgomery, Nueva York, Estados Unidos, 7 de agosto de 1993), es un piloto de motociclismo estadounidense que compite en el MotoAmerica Superbike Championship a bordo de una Ducati Panigale V4 R.

## Biografía
Fue campeón en 2006 del Campeonato USGPRU 125GP, y también ha competido en su tierra natal en el Campeonato USGPRU 250GP y en el Campeonato AMA Pro Daytona Sportbike, además del campeonato español 125GP. 2012 fue una temporada fragmentada, pero incluyó dos grandes victorias en la carrera: la carrera británica Superstock 1000 en Donington Park y la ronda del Campeonato Británico de Supersport en Assen. Para 2013 firmó para montar en el Campeonato Británico de Superbikes para el Tyco Suzuki. Desde 2014 participa a tiempo completo en el Campeonato Mundial de Supersport, inicialmente con el equipo Kawasaki Intermoto Ponyexpres. Desde la ronda portuguesa de 2015, Jacobsen se trasladó al CORE "Motorsport Thailand en una Honda. En agosto de 2015, en la ronda de Malasia, Jacobsen se convirtió en el primer estadounidense en conseguir una pole position y una victoria en el Campeonato Mundial de Supersport.

## Resultados

### Campeonato Mundial de Motociclismo

#### Por temporada
| Temp. | Cat.  | Moto    | Equipo             | Carreras | Victorias | Podios | Poles | V.Ráp. | Pts | Pos |
| ----- | ----- | ------- | ------------------ | -------- | --------- | ------ | ----- | ------ | --- | --- |
| 2008  | 125cc | Aprilia | Bancaja Aspar Team | 1        | 0         | 0      | 0     | 0      | 0   | NC  |
| Total |       |         |                    | 1        | 0         | 0      | 0     | 0      | 0   |     |

#### Carreras por año
(Carreras en negrita indica pole position, carreras en cursiva indica vuelta rápida)
| año  | Clase | Moto    | 1   | 2   | 3   | 4   | 5   | 6   | 7   | 8   | 9   | 10  | 11  | 12  | 13     | 14  | 15  | 16  | 17  | Pos. | Pts. |
| ---- | ----- | ------- | --- | --- | --- | --- | --- | --- | --- | --- | --- | --- | --- | --- | ------ | --- | --- | --- | --- | ---- | ---- |
| 2008 | 125cc | Aprilia | QAT | SPA | POR | CHN | FRA | ITA | CAT | GBR | NED | GER | CZE | RSM | IND 22 | JPN | AUS | MAL | VAL | NC   | 0    |

### Campeonato Mundial de Supersport

#### Por temporada
| Temp. | Cat. | Moto      | Equipo                        | Carreras | Victorias | Podios | Poles | V.Rap. | Pts. | Pos  |
| ----- | ---- | --------- | ----------------------------- | -------- | --------- | ------ | ----- | ------ | ---- | ---- |
| 2012  | SSP  | Honda     | Bogdanka Honda PTR            | 1        | 0         | 0      | 0     | 0      | 3    | 35.º |
| 2014  | SSP  | Kawasaki  | Kawasaki Intermoto Ponyexpres | 10       | 0         | 2      | 0     | 1      | 99   | 6.º  |
| 2015  | SSP  | Kawasaki  | Kawasaki Intermoto Ponyexpres | 12       | 2         | 7      | 2     | 3      | 196  | 2.º  |
| 2015  | SSP  | Honda     | Core" Motorsport Thailand     | 12       | 2         | 7      | 2     | 3      | 196  | 2.º  |
| 2016  | SSP  | Honda     | Honda World Supersport Team   | 12       | 0         | 4      | 0     | 1      | 135  | 4.º  |
| 2017  | SSP  | MV Agusta | MV Agusta Reparto Corse       | 12       | 0         | 3      | 3     | 1      | 108  | 6.º  |
| Total |      |           |                               | 47       | 2         | 16     | 5     | 6      | 541  |      |

#### Carreras por Año
(Carreras en negrita indica pole position, carreras en cursiva indica vuelta rápida)
| Año  | Moto      | 1       | 2       | 3       | 4       | 5     | 6       | 7     | 8       | 9     | 10      | 11     | 12      | 13  | Pos. | Pts. |
| ---- | --------- | ------- | ------- | ------- | ------- | ----- | ------- | ----- | ------- | ----- | ------- | ------ | ------- | --- | ---- | ---- |
| 2012 | Honda     | AUS     | ITA     | NED 13  | ITA     | EUR   | SMR     | SPA   | CZE     | GBR   | RUS     | GER    | POR     | FRA | 35.º | 3    |
| 2014 | Kawasaki  | AUS DNS | SPA 14  | NED 9   | ITA 4   | GBR 6 | MAL 8   | ITA 3 | POR 5   | SPA 2 | FRA 8   | QAT 12 |         |     | 6.º  | 99   |
| 2015 | Kawasaki  | AUS 10  | THA 3   | SPA 2   | NED 4   | ITA 4 | GBR 5   |       |         |       |         |        |         |     | 2.º  | 196  |
| 2015 | Honda     |         |         |         |         |       |         | POR 3 | ITA 2   | MAL 1 | SPA 2   | FRA 1  | QAT 5   |     | 2.º  | 196  |
| 2016 | Honda     | AUS 5   | THA 3   | SPA Ret | NED Ret | ITA 3 | MAL 4   | GBR 2 | ITA 2   | GER 4 | FRA Ret | SPA 4  | QAT 4   |     | 4.º  | 135  |
| 2017 | MV Agusta | AUS 6   | THA Ret | SPA 3   | NED 4   | ITA 3 | GBR Ret | ITA 4 | GER Ret | POR 5 | FRA 3   | SPA 4  | QAT Ret |     | 6.º  | 108  |

### Campeonato Mundial de Superbikes

#### Por temporada
| Temp. | Moto            | Equipo                             | Carreras | Victorias | Podios | Poles | V.Rap. | Pts. | Pos  |
| ----- | --------------- | ---------------------------------- | -------- | --------- | ------ | ----- | ------ | ---- | ---- |
| 2018  | Honda CBR1000RR | TripleM Honda World Superbike Team | 22       | 0         | 0      | 0     | 0      | 21   | 19.º |
| Total |                 |                                    | 22       | 0         | 0      | 0     | 0      | 21   |      |

#### Por Temporada
(Carreras en negrita indica pole position, carreras en cursiva indica vuelta rápida)
| Año  | Moto  | 1      | 1      | 2      | 2      | 3      | 3      | 4      | 4      | 5       | 5      | 6      | 6      | 7      | 7      | 8       | 8       | 9      | 9       | 10      | 10     | 11     | 11     | 12  | 12  | 13  | 13  | Pos. | Pts. |
| Año  | Moto  | R1     | R2     | R1     | R2     | R1     | R2     | R1     | R2     | R1      | R2     | R1     | R2     | R1     | R2     | R1      | R2      | R1     | R2      | R1      | R2     | R1     | R2     | R1  | R2  | R1  | R2  | Pos. | Pts. |
| ---- | ----- | ------ | ------ | ------ | ------ | ------ | ------ | ------ | ------ | ------- | ------ | ------ | ------ | ------ | ------ | ------- | ------- | ------ | ------- | ------- | ------ | ------ | ------ | --- | --- | --- | --- | ---- | ---- |
| 2018 | Honda | AUS 16 | AUS 14 | THA 17 | THA 10 | SPA 16 | SPA 14 | NED 14 | NED 13 | ITA Ret | ITA 14 | GBR 15 | GBR 16 | CZE 16 | CZE 13 | USA Ret | USA Ret | ITA 16 | ITA Ret | POR Ret | POR 17 | FRA 16 | FRA 17 | ARG | ARG | QAT | QAT | 19.º | 21   |